# Abus sexuels dans la communauté Saint-Jean
Les abus sexuels dans la communauté Saint-Jean désignent les sévices sexuels commis au sein de cette institution par certains de ses clercs et agents pastoraux.
Le fondateur de la communauté Saint-Jean, Marie-Dominique Philippe, est l'auteur de nombreux abus sexuels sur fond de dérives sectaires. Plusieurs membres de la communauté Saint-Jean sont reconnus coupables d'agressions sexuelles et/ou de viols sur adultes, mineurs ou personnes fragiles. Ces derniers justifient bien souvent leurs actes, contraires à l'ordre moral commun, en invoquant le concept de l'« amour d'amitié ». Ce concept est banni en 2016 après l'intervention du Vatican ; José Rodríguez Carballo évoque des « actes pédophiles pour quelques-uns, conduites gravement contraire à la chasteté pour d'autres plus nombreux, actes homosexuels, imprudences graves et abus de jeunes femmes vis-à-vis desquelles ils étaient en situation de responsabilité ».
En juin 2023, une commission interdisciplinaire mise en place en 2019 par la communauté publie un rapport qui recense et analyse les abus commis en son sein.

## Contexte
La communauté Saint-Jean regroupe trois congrégations religieuses : les frères de Saint-Jean, les sœurs apostoliques de Saint-Jean et les sœurs contemplatives de Saint-Jean, ainsi que des oblats (laïcs qui suivent cette spiritualité). Ces communautés, bien que séparées et indépendantes dans leur fonctionnement, partagent une histoire et une spiritualité communes. Elles furent fondées par Marie-Dominique Philippe (1912-2006) en 1975 pour les frères, 1982 pour les sœurs contemplatives et 1984 pour les sœurs apostoliques.

### L'Eau vive

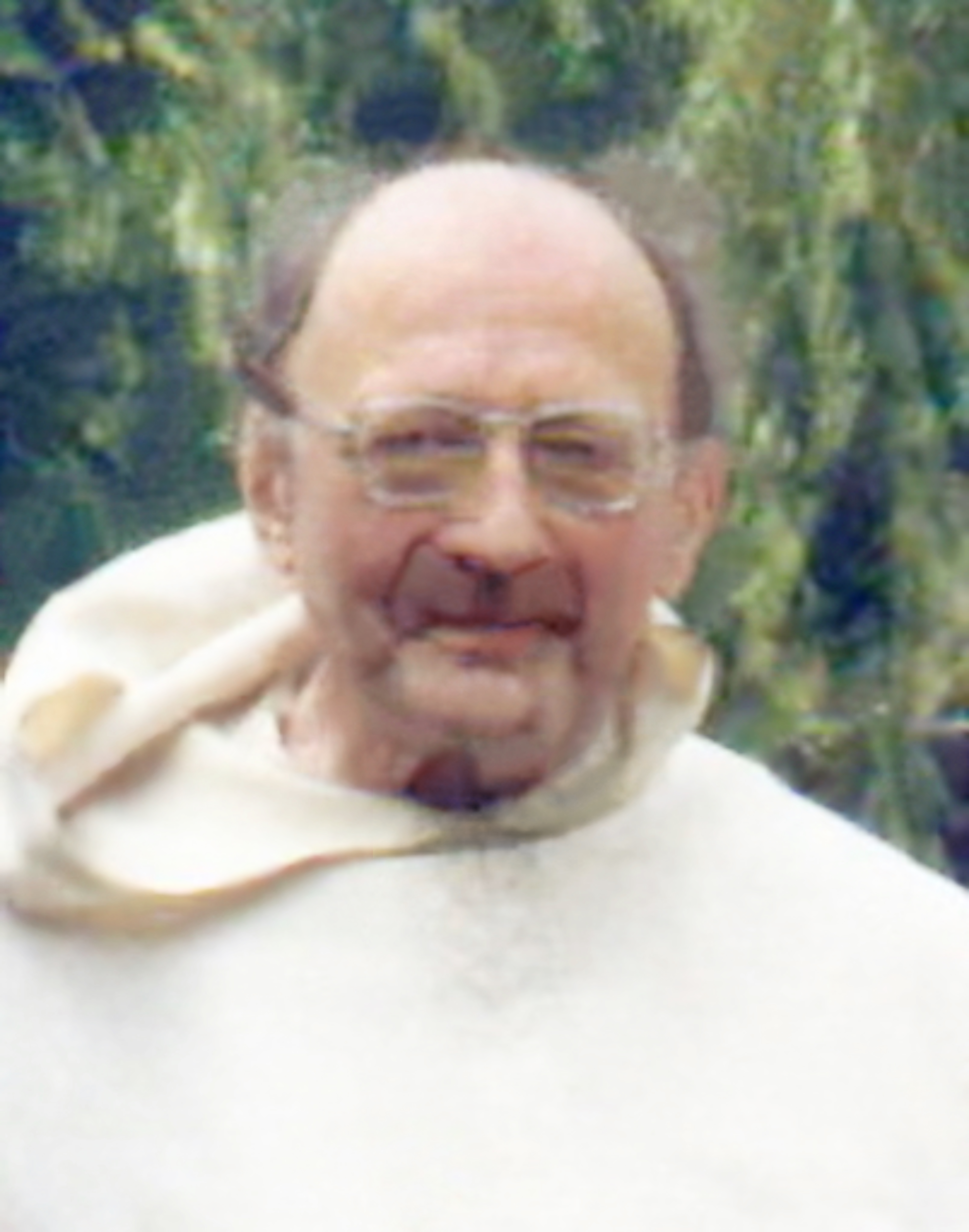
Thomas Marie Philippe en 1986.

En 1946, le prêtre dominicain Thomas Philippe fonde un centre international de spiritualité et de culture chrétienne à Soisy-sur-Seine. L'Eau vive connaît un rapide succès. Toutefois en 1951, deux femmes, une laïque et une novice, dénoncent des abus sexuels dans le cadre d'un accompagnement spirituel. Quatre membres de la famille Philippe sont alors sanctionnés par le Saint-Office dont le frère de Thomas Philippe, Marie-Dominique Philippe lui-même fondateur de la communauté Saint-Jean quelques années plus tard,. Ce dernier fait l'objet, en 1956, d'une enquête sub secreto, pour complicité avec son frère Thomas Philippe et est condamné en 1957 à l'interdiction de confesser, de séjourner et de prêcher dans des couvents féminins et d'enseigner la spiritualité. Cette sanction est levée en 1959.

### L'«amour d'amitié»
Les théories autour de l'« amour d'amitié », introduites dans la communauté Saint-Jean par son fondateur Marie-Dominique Philippe, entretiennent l'ambiguïté entre les relations spirituelle et charnelle, source centrale des abus sexuels observés dans cette congrégation. Elles constituent un dévoiement de la signification du concept philosophique d’« amour d’amitié » développé par Aristote et Thomas d’Aquin.

#### Un concept dévoyé et instrumentalisé
Dans son livre La Trahison des pères, la journaliste à La Croix Céline Hoyeau analyse ainsi la perversion de ce concept d'« amour d'amitié » qui se traduit par des gestes de « tendresse » illimités tant qu'il n'y a pas de pénétration, sous couvert de montrer à la personne qu'elle est aimée de Dieu à travers la tendresse ainsi donnée. Dans le cadre de cette conception faussée, si l'intention est pure, le péché n'existe pas. Ces actes se trouvant de fait au-dessus de la morale commune, cette relation d'« amour d'amitié » doit rester secrète car elle serait incomprise des non-initiés. Cette conception se retrouve dans les enseignements de Marie-Dominique à Saint Jean, comme dans ce passage tiré d'un polycopié de ses cours : « En s'embrassant, les amis se remettent en toute confiance l'un à l'autre. [...] L'homme se livre alors à son ami comme la proie et la victime de son amour. Il lui appartient ; il est son bien. L'ami peut se servir de son ami selon son bon plaisir ; il peut tout lui demander ».
Elle donne ainsi l'exemple d'un membre de la communauté Saint-Jean victime de Laurent Goutierre (Marie-Dominique en religion), responsable des études de philosophie, agressé sexuellement par lui pendant trois ans avant qu'il échappe à son emprise. Marie-Dominique Goutierre obtenait des fellations en utilisant le concept d'« amour d'amitié » et fournissait à sa victime cette autojustification : « Ce qui autorise ces gestes, c’est l’amour qui nous unit, et c’est pourquoi personne ne peut comprendre ce que nous vivons ». Elle note que lorsque la victime a demandé de l'aide à Marie-Dominique Philippe, ce dernier, loin de condamner les agressions sexuelles, a entretenu la confusion entre la sexualité, l'amour et l'amitié,.
Pour Stéphane Joulain, père blanc et psychothérapeute, l'agresseur sexuel cherche ainsi « à réconcilier l'abus et sa foi ». La philosophe Aline Lizotte rappelle que Marie-Dominique Philippe se présentait comme « un grand métaphysicien, un nouveau commentateur d’Aristote ». Dans sa conception, l'« amour d’amitié » est « une valeur universelle qui purifie tout, qui sacralise tout, qui excuse tout ». Elle cite à l'appui cette phrase de Marie-Dominique Philippe : « Aristote parle de l’amitié selon la vertu pour bien signifier que l’amitié dépasse la vertu. L’amitié […] est au-delà de la vertu, elle en est comme la fleur ». Or, Aline Lizotte rappelle que pour Aristote, l'amitié entre deux personnes ne peut pas exister comme un au-delà de la vertu : en s'appuyant sur cet « amour d'amitié » dévoyé, des membres de la communauté Saint-Jean ont transgressé l'ordre moral commun : « Tout était excusable, sinon louable, pourvu que l’amour vienne renforcer l’amitié spirituelle ».

#### Un concept récurrent dans la communauté Saint-Jean
Dès 1996, l'évêque Raymond Séguy reçoit des témoignages d'agissements abusifs au sein de la communauté. En 2000, il adresse une monition canonique en évoquant notamment les problèmes de chasteté et met en garde les frères de Saint-Jean concernant les « théories mystico-gélatineuses sur l'amour d'amité ».
En 2015, l'ancien évêque de Viviers François Blondel est nommé commissaire pontifical par la Congrégation pour les instituts de vie consacrée et les sociétés de vie apostolique pour établir un rapport sur les déviances dans la communauté Saint-Jean pendant 40 ans. Il envoie son rapport au Saint-Siège un an plus tard. En juillet 2016, José Rodríguez Carballo, secrétaire de la Congrégation pour les instituts de vie consacrée, dans une synthèse de cette étude, met en cause le concept de l'« amour d'amitié » et insiste sur « le scandale dans la conduite d'un nombre conséquent de frères ». En particulier, il évoque des « actes pédophiles pour quelques-uns, conduites gravement contraires à la chasteté pour d'autres plus nombreux, actes homosexuels, imprudences graves et abus de jeunes femmes vis-à-vis desquelles ils étaient en situation de responsabilité ».
François Xavier Cazali, nouveau prieur général de la communauté Saint-Jean élu en 2019, considère que 80 % des abus sexuels se sont produits lors de la relation d’accompagnement spirituel. Certains agresseurs sexuels tentent de justifier leur comportement en invoquant « l’expression spirituelle de l’amour d’amitié qui unit le père spirituel à la personne qu’il dirige ».
En 2021, l'un des rapports de la Commission indépendante sur les abus sexuels dans l'Église en France (CIASE) fait apparaître que la communauté Saint-Jean a relevé dans onze dossiers d’agresseurs des mentions se rapportant à l'« amour d'amitié ».
En 2024, une enquête publiée par l'archidiocèse de Lyon révèle que les théories autour de l'« amour d'amitié » ont aussi été introduites dans la Fraternité de Marie reine immaculée (FMRI) par l'un des tout premiers frères de Saint-Jean et adeptes de Marie-Dominique Philippe, Marie-Pierre Faye, modérateur de la fraternité entre 1989 et 2011. L'« amour d'amitié », rebaptisé sous le nom de « communion de cœur », a donné lieu également à de nombreux abus sexuels dans cette communauté mixte formée de laïcs consacrés, hommes et femmes, et de prêtres,.

### Implications de la hiérarchie
Selon Laurence Poujade, membre des Sœurs apostoliques de Saint-Jean de 1992 à 2002, le cardinal Jean Jérôme Hamer, préfet de la Congrégation pour les instituts de vie consacrée et les sociétés de vie apostolique, connaissait dès les années 1980 les comportements abusifs de Marie-Dominique Philippe.
En 1996, l'ouvrage Les Naufragés de l'esprit critique notamment les évêques de France qui ont couvert des dérives sectaires aboutissant à des « fraternités-terreurs ».
En octobre 2004, les évêques Joseph Madec et Gaston Poulain défendent la communauté Saint-Jean mise en cause par des témoignages de victimes. Ces dernières « ternisse[nt] ainsi l’image de jeunes religieuses et religieux qui, avec leurs richesses et leurs fragilités, donnent généreusement leur vie pour l’amour du Christ et des hommes ».

En juin 2016, une lettre du Vatican signée par l'archevêque José Rodríguez Carballo et le cardinal Braz de Aviz évoque les décennies d'abus couverts par la communauté Saint-Jean et fustige la loi du silence instituée comme règle dans la communauté : 

« Lorsque des fautes étaient connues, elles étaient traitées avec une indulgence suspecte et les conséquences graves que ces conduites avaient eues sur celles et ceux qui en avaient été victimes n'étaient absolument pas prises en compte. »

En 2019, le pape François déclare : « Le pape Benoît XVI a eu le courage de dissoudre une congrégation féminine qui avait un certain niveau de problème parce que cet esclavage des femmes s’était installé, esclavage des femmes de la part des clercs et du fondateur. Parfois le fondateur prend la liberté, vide cette liberté à des sœurs et peut alors se produire ce genre de choses ». La congrégation évoquée par le pape est l’Institut des sœurs de Saint Jean et Saint Dominique, refondée depuis sous le l'appellation Maria Stella Matutina.

## Condamnations

### Condamnations pénales
Depuis 1998, plusieurs prêtres et frères de la communauté Saint-Jean ont été condamnés par des tribunaux français ou étrangers pour agressions sexuelles et/ou viols sur des majeurs ou des enfants :
- En septembre 1998, un premier frère du prieuré de Murat (Cantal) est condamné à 24 mois de prison avec sursis par le tribunal correctionnel d'Aurillac pour agression sexuelle sur un jeune garçon de 15 ans[20],[21],[22],[23].
- Le 2 juillet 2010, Denis Borel prêtre de Saint-Jean, du prieuré de Marchegg en Autriche, est condamné par le tribunal de Vienne à six mois de prison avec sursis et 2 000 euros d'amende après les plaintes de deux jeunes femmes. Il est renvoyé en France où son comportement ne s'améliore pas. Une procédure canonique est engagée mais son supérieur Thomas Joachim intervient considérant que ces agressions sexuelles étaient dues à un burn-out[24],[25].
- En 2012, Robert San Augustin Gomez (Luigi-Gonzaga en religion), de nationalité mexicaine, est condamné à deux reprises, d’abord le 14 février 2012 par le tribunal correctionnel d’Angoulême à 18 mois de prison avec sursis pour plusieurs agressions sexuelles commises en mars et septembre 2009 sur un garçon de 12 ans, à Cognac et Richemont en Charente[26] ; puis de nouveau condamné le 12 novembre 2012 par le tribunal correctionnel de Mâcon à 25 mois de prison ferme pour l'agression sexuelle d'un lycéen de 17 ans commise en mai 2011 à Cluny. À l'issue du dernier procès, l'évêque d'Angoulême Claude Dagens appelle la communauté de Saint-Jean à une introspection[27],[28].
- Jean-Dominique Lefèvre est condamné le 28 mai 2015 par la cour d’assises de Chalon-sur-Saône à 8 ans de prison ferme, pour des faits d'agressions sexuelles et de viols sur cinq fillettes et une adulte fragile psychologiquement (qui s’est ensuite suicidée), commis entre 1991 et 1999 en France et en Roumanie[29],[30]. Ce même frère est une nouvelle fois condamné le 24 novembre 2015 par le tribunal correctionnel du Puy-en-Velay à quatorze mois de prison ferme pour des attouchements sexuels sur une fillette de 6 ans en 1991 à La Chaise-Dieu[31].
- Régis Peillon (Jean-François ou Jean-François Régis en religion), entré dans la communauté Saint-Jean en 1991[32], doit quitter Abidjan en 2008 après avoir reconnu des actes de voyeurisme sur 10 à 15 jeunes garçons africains : il indiquait avoir voulu vérifier que leurs organes sexuels étaient bien développés. En 2010, il avoue des actes pédophiles sur ces enfants au frère Jean-Polycarpe qui ne prévient pas les autorités civiles. Il ne sera jamais inquiété pour ces agressions en Côte d'Ivoire : les justices ivoirienne et française ne sont pas informées par les responsables de la communauté Saint-Jean[17],[33]. Revenu en France, il récidive sur un adolescent en 2009 à Murat dans le Cantal et sur un adulte en septembre 2014 à Rimont en Saône-et-Loire, en l'occurrence un autre frère de Saint-Jean[34],[35]. À la suite de cette dernière agression, il est renvoyé en 2014 de la communauté et relevé de ses vœux en 2015[36]. À la demande de ses supérieurs, il se dénonce à la justice en 2015. Il est condamné le 29 avril 2016 par le tribunal correctionnel de Chalon-sur-Saône à un an de prison, avec sursis, pour agressions sexuelles[33]. En 2023, après deux autres plaintes déposées en 2019 pour des agressions de 1998, Régis Peillon fait l’objet d’une nouvelle procédure[37].
- Christophe-Rémi Mazas, prêtre à Avignon, est poursuivi en 2019 pour une agression sexuelle commise en 1999 sur un enfant. La prescription s'applique compte tenu de l'ancienneté des faits. Mais, lors de l'enquête, la police découvre dans son matériel informatique des images pédopornographiques. Il est condamné à 6 mois de prison avec sursis par le tribunal correctionnel d'Avignon en octobre 2019[38].

Par ailleurs le 28 juin 2012, un frère de Saint-Jean, qui devait être jugé par une Cour d’assises pour des actes de pédophilie, se suicide dans sa voiture dans les environs d’Orléans.

### Condamnations canoniques
Les jugements canoniques ne sont pas publics et les condamnations sont donc souvent difficiles à établir, même si elles peuvent dans certains cas être confirmées publiquement par les autorités ecclésiastiques.
En 1957, Marie-Dominique Philippe est condamné par Rome pour avoir couvert les abus sexuels commis par son frère Thomas Philippe,.
Le 28 juin 2000, Raymond Séguy, évêque du diocèse d’Autun, Chalon et Mâcon dont dépend la communauté Saint-Jean, adresse à celle-ci une monition canonique. Dans ce texte « préventivement punitif », l’évêque lance de sévères avertissements à la communauté Saint-Jean après avoir notamment constaté « des signes graves d'un certain essoufflement, désarroi, fatigues physiques ou morales, épuisements, conduites non conformes à la vie chrétienne ou religieuse, demandes de dispenses de vie commune, d'ex-claustrations, de sortie, de retour à l'état laïc, voire de nullités de professions ou d'ordinations pour contrainte morale, etc. » Évoquant la chasteté, il met en garde les membres de la communauté concernant les « théories mystico-gélatineuses sur l'amour d'amitié »,. Toutefois Raymond Séguy n'a jamais informé la justice de ces abus. En 1997, il répondait aux parents d'une victime : « Je ne vais tout de même pas passer mon temps à répondre à votre matraquage épistolaire concernant une affaire qui ne me regarde que très indirectement. ».
Principaux cas connus de condamnations canoniques rendues publiques dans les médias :
- En décembre 2017, le quotidien La Nouvelle République révèle le cas de plusieurs agressions sexuelles qui auraient été commises dans les années 2000 sur quatre femmes par Marie-Olivier Rabany un prêtre de Saint-Jean, au prieuré de Saint-Quentin-sur-Indrois (Indre-et-Loire)[44],[45]. Toutefois, bien que ce prêtre ait reconnu des « gestes inappropriés », la procédure est finalement classée sans suite par le procureur « dans la mesure où les quatre victimes étaient majeures et qu’il a été estimé qu’il y avait eu influence mais pas contrainte »[46]. L'Église, quant à elle, a dans un premier temps condamné ce frère de Saint-Jean à se retirer de toute vie apostolique, avec l’interdiction « pour une durée indéterminée » d’exercer comme prêtre[46]. Il a été définitivement renvoyé de l'état clérical en janvier 2020[47].
- Jean-Marie Gsell, ancien responsable du prieuré de Libramont en Belgique, est renvoyé de l'état clérical en décembre 2020 pour « sollicitation en confession et absolution du complice »[48],[c]. Il avait quitté la Belgique de manière précipitée en novembre 2019, rappelé par son ordre au prieuré de Rimont situé à Fley[50].
- Marie-Dominique Goutierre, ancien maître des études considéré comme le « fils spirituel » de Marie-Dominique Philippe, est renvoyé de l’état clérical par un décret du 29 avril 2021 de la Congrégation pour la doctrine de la foi. Cette condamnation fait suite à plusieurs plaintes pour agressions sexuelles de la part de frères et de sœurs de sa communauté Saint-Jean et d’une laïque sur une durée de 20 ans à partir des années 1990. Elle sanctionne le délit canonique d'« absolution du complice »[d] : il absolvait ses victimes en confession pour des faits de nature sexuelle qu'il avait lui-même commis sur elles[51],[52],[53]. En août 2023, le parquet de Roanne ouvre une information judiciaire à son encontre, « concernant des viols par personne ayant autorité sur deux personnes et des agressions sexuelles sur cinq autres »[54].
- Benoît-Emmanuel Peltereau-Villeneuve[c], ancien prieur à Genève, est renvoyé de l’état clérical par un décret du 15 décembre 2022 du Dicastère pour la Doctrine de la Foi, à la suite de plusieurs signalements pour des agressions sexuelles. La communauté Saint-Jean a connaissance de quatre victimes dont deux religieuses, et indique en outre qu'une enquête judiciaire serait en cours[55],[56],[57]. En 2008, la communauté Saint-Jean de Genève, en Suisse, est secouée par une série de révélations d'affaires de mœurs l'impliquant. Deux femmes témoignent dans la presse des agressions sexuelles qu'elles auraient subies[58]. Les plaintes déposées par les deux femmes ne pourront finalement aboutir en justice en raison de la prescription des faits[59]. Par la suite, la Cour européenne des droits de l’Homme a condamné en 2014 la Confédération suisse à dédommager le frère au motif que dans son ordonnance de classement, le procureur n'avait pas à établir la réalité des faits, ce par quoi il n'avait pas respecté la présomption d'innocence et causé un tort moral au religieux, cette ordonnance ayant été rendue publique[60]. Dans une autre procédure, le tribunal des prud’hommes condamne l’évêché de Lausanne-Genève-Fribourg pour la gestion de l’affaire et le licenciement abusif et constate le manque de soutien apporté au frère[61].
- Le père Marie-Alain d’Avout[e], un ancien étudiant de Marie-Dominique Philippe dans les années 1970 et un des cofondateurs des Frères de Saint-Jean, a été renvoyé de l’état clérical en mars 2022 pour « des violences sexuelles commises à l’encontre de religieuses ». L'ancienne religieuse Laurence Poujade a accusé le prêtre de violence et d'une tentative de viol en 1996, cependant elle n'a pas été informée de cette sanction. En effet, sa plainte a fait l'objet d'un non-lieu et les Frères de Saint-Jean ne considèrent donc pas Laurence Poujade comme une des victimes de Marie-Alain d’Avout[62].
- Un autre proche de Marie-Dominique Philippe, le père Philippe-Marie Mossu[e],[c], ancien vicaire général de la communauté Saint-Jean, a été sanctionné pour des « gestes déplacés ». Il a été suspendu pour cinq ans en 2022 de ses fonctions de prêtre[pas clair][62].

## Enquêtes

### Marie-Dominique Philippe
En 2013, le prieur général de la communauté Saint-Jean, le frère Thomas Joachim, révèle officiellement et publiquement l'existence de « témoignages convergents et crédibles disant que Marie-Dominique Philippe a parfois posé des gestes contraires à la chasteté, sans union sexuelle, à l'égard de femmes adultes qu'il accompagnait »,
. Marie-Dominique Philippe a agressé sexuellement, au moins, une quinzaine de femmes à partir des années 1970 essentiellement des religieuses lors d'une confession ou d'un accompagnement spirituel.
Cette nouvelle « affaire » ébranle considérablement la communauté Saint-Jean et annule les premières démarches entamées par les Petits Gris en vue d'une béatification du père Philippe.
Par ailleurs, le chapitre général des frères de Saint-Jean tenu en avril 2013 est l’occasion d'adopter une motion intitulée « Épreuves et Espérance », admettant l’existence de graves abus sexuels de la part de frères ayant autorité de formation ainsi que d’autres frères. Le paragraphe no 9 de cette motion reconnaît que « des manquements à la chasteté avec des justifications doctrinales ont malheureusement concerné des frères. De tels manquements ont eu lieu entre des frères et des personnes adultes, notamment des personnes qu’ils accompagnaient ; et, dans le passé, entre des frères ayant autorité de formation et de jeunes frères. »
En juin 2016, une ancienne religieuse carmélite révèle de nouvelles informations : elle affirme avoir été abusée sexuellement dans les années 1970 par le père Marie-Dominique Philippe. Son témoignage est publié par l'AVREF sur son site internet.

### Autres dossiers

#### Signalements, enquêtes, mises en examen, classements sans suite
En juillet 2001, un prêtre de la communauté Saint-Jean, François D. est mis en examen et placé sous contrôle judiciaire pour « viol par personne ayant autorité » sur une jeune femme demeurant à Boulogne-Billancourt, mineure au moment des faits. L'affaire fait suite à la déposition d'un autre religieux. Apprenant que le suspect fait l'objet d'une enquête préliminaire canonique, le juge d'instruction du tribunal de Nanterre fait perquisitionner en août l'officialité de Lyon, dont dépend la communauté Saint-Jean, ce qui constitue « une première judiciaire ». Plusieurs documents sont saisis,,. Le diocèse de Lyon dépose un recours et obtient gain de cause en avril 2002 : toutes les pièces saisies doivent être restituées et les éléments de procédure liés à la perquisition sont annulés par la chambre d'instruction de Versailles : le procédé est jugé déloyal dans la mesure où l'enquête canonique est couverte par le secret professionnel. Un non-lieu est prononcé en septembre 2003. La plaignante aurait fait l'objet de pressions de la part de la communauté Saint-Jean pour qu'elle revienne sur sa déposition.
Le journal La Croix, dans son édition du 30 avril 2019, révèle que trois frères de Saint-Jean faisaient l'objet en 2019 d'une mise en examen pour abus sexuels.
En juin 2019, Jean-Pierre Cattenoz, archevêque d’Avignon, signale au procureur des faits concernant Samuel Rouvillois, frère de Saint-Jean, affecté au prieuré de Saint Ruf d’Avignon. La communauté Saint-Jean précise qu’il s’agit de cas d’accompagnement de femmes majeures, et n'être informée d'aucune plainte pour abus sexuels,. Une mesure d'interdiction d'accompagner des fidèles est prise contre lui, cependant la Congrégation pour la Doctrine de la foi a estimé en 2022 qu'elle « n’avait pas les éléments qui lui permettraient de le reconnaître coupable des différents faits qui lui étaient reprochés ».
En juin 2023, la presse régionale rend compte de l'existence d'une enquête préliminaire menée par le Parquet de Roanne (Loire), concernant un ancien prêtre de la communauté Saint-Jean, professeur de philosophie au prieuré de Saint-Jodard, pour des faits commis au début des années 1990 sur un jeune majeur et une fillette : un homme et une femme ont déposé plainte en 2021 pour viols et agressions sexuelles à son égard. Durant l'enquête, six autres personnes ont témoigné avoir été victimes elles aussi du prêtre, et cinq n'ont pas souhaité porter plainte. En outre, ce même prêtre est également sous le coup d'une enquête menée par la police judiciaire de Dijon (Côte-d'Or) pour agressions sexuelles sur deux religieux et deux religieuses : les faits auraient eu lieu dans un prieuré des frères de Saint-Jean à Fley en Saône-et-Loire, entre 1997 et 2002. L'ancien prêtre, âgé d'une soixantaine d'années en 2023, vit aujourd'hui en Suisse. Le prêtre a été renvoyé de la communauté Saint-Jean en 2021.
En juin 2023, la presse régionale annonce également qu'une procédure concernant un prêtre de Saint-Jean, au prieuré de Saint-Jodard, a été classée sans suite par le Parquet de Roanne. Le religieux était venu se dénoncer de lui-même en février 2018 à la gendarmerie de Fontainebleau (77). Il reconnaissait une relation, en 2007, avec une jeune fille de 15 ans alors qu'il était âgé de 26 ans. La gendarmerie de Balbigny avait été chargée de l'enquête en avril 2018, après que la jeune femme a déposé plainte pour viols et agressions sexuelles. « Le prêtre a toujours nié les pénétrations. L'infraction n'étant pas suffisamment caractérisée, le dossier a été classé sans suite », a admis le procureur.
En décembre 2023, la presse régionale révèle la mise en examen de Marie-Angel Carré, également membre de l'Alliance des cœurs unis, pour « viol et agression sexuelle par personne ayant autorité sur la victime » et « détention d’image pédopornographique ». Cette mise en examen fait suite à un signalement par l'évêque de La Rochelle, Georges Colomb, en août 2021 puis en avril 2022, au parquet de Saintes,,.
En avril 2024, une enquète journalistique dans le Journal de 20 heures de France 2 est consacrée aux abus à l'encontre de religieuses de la communauté Saint-Jean. Selon un rapport interne à la communauté, daté de 2023, la moitié des sœurs apostoliques de Saint-Jean affirment avoir été victimes de « violences », de « contraintes », de « menaces », « d'exhibitionnisme » et aussi de « viols ». Des abus récents sont évoqués. Dénonçant la loi du silence, quatre religieuses ont saisi la justice.

#### Exfiltrations de prêtres
Lors de l'émission Cash Investigation située au Cameroun, diffusée le 21 mars 2017, en partenariat avec Mediapart, l'évêque Joseph Atanga doit s'expliquer sur une affaire de pédophilie au sein de l'une des paroisses de son diocèse (Bertoua), par un prêtre de la communauté Saint-Jean. En accord avec le prieur général de la communauté, Thomas Joachim, il aurait tenté de couvrir les responsables en exfiltrant les prêtres concernés, en leur évitant ainsi un procès,,.

#### Le rapport confidentiel sur les abus sexuels au sein des sœurs apostoliques de Saint-Jean (2023)
En 2023, à la demande de la communauté Saint-Jean, 130 des 170 sœurs apostoliques de Saint-Jean ont répondu anonymement à un questionnaire interne dont l'émission L'Œil du 20 Heures de France 2 a pu se procurer le rapport confidentiel. Selon ces journalistes, la moitié des 130 sœurs apostoliques de Saint-Jean déclare avoir été victimes de violences, contraintes, menaces, viols. De son côté, le magazine Golias Hebdo s'est lui aussi procuré ce rapport. Selon Golias, le « détail des abus est considérable et effarant ».

## Témoignages
En 1998 des parents de religieux catholiques se sont retrouvés et ont partagé la même inquiétude sur le sort de leurs enfants, spécialement dans la Communauté Saint-Jean, craignant des dérives sectaires, d'emprise mentale et d'abus. Ils se sont constitués en une « Association vie religieuse et familles », dont l'acronyme est Avref,.
À 16 ans, en 1989, Sophie Ducrey rencontre la communauté Saint-Jean. Ayant de fortes aspirations spirituelles, elle se confie à un prêtre de Saint-Jean, Benoît-Emmanuel Peltereau-Villeneuve, qui va devenir son accompagnateur. Elle témoigne dans son livre publié en 2019, Étouffée : Récit d’un abus spirituel et sexuel, de l’emprise psychologique dans laquelle elle est tombée, ainsi que des abus sexuels subis à partir de sa majorité.
Nathalie Gauche est une victime d’agressions sexuelles par un prêtre de la communauté de Saint-Jean. Son agresseur a fait l'objet de trois plaintes similaires à la sienne. Nathalie Gauche témoigne, en 2019, auprès de la CIASE et de la commission SOS Abus des frères de Saint-Jean. Elle n'est pas informée de l'avancée de la procédure mais reçoit un appel téléphonique, en juin 2022, pour lui indiquer que son agresseur a été « réduit à l’état laïc ». Elle réussit toutefois à « arracher » un écrit, le prêtre est suspendu des obligations cléricales mais conserve sa qualité cléricale. Nathalie Gauche se compare « aux âmes déchiquetées de l’Église » ayant perdu « toute dignité spirituelle, chrétienne et humaine »,.

## Bilan statistique des abus sexuels
Trois bilans des abus sexuels commis au sein de la communauté Saint-Jean ont été rendus publics en 2019, 2022 et 2023.
Un premier bilan a été publié en mai 2019 par la Commission SOS abus, mise en place en 2015 par la communauté Saint-Jean. Ce rapport est disponible sur le site de la communauté. La Commission SOS abus y mentionne avoir reçu 32 plaintes concernant 27 frères agresseurs sexuels sur des majeurs et 6 sur des mineurs. Ces agressions vont de caresses sexuelles à des viols. Les abus signalés concernent en grande majorité des femmes adultes, et pour 80 % d'entre eux, ont eu lieu dans le cadre de l'accompagnement spirituel,. Est également relevé le recours à des justifications aberrantes pour ces abus, parfois présentés comme expression de « l'amour d'amitié » envers la personne.
À la suite de la publication du rapport de la Commission SOS abus en mai 2019, le Chapitre général des Frères de Saint-Jean d’octobre 2019 demande au Prieur général de mettre en œuvre une Commission interdisciplinaire chargée d’établir les liens entre le nombre importants d’abus sexuels commis par des membres de la communauté Saint-Jean et l’histoire personnelle et familiale du père Marie-Dominique Philippe (1912-2006), leur fondateur. Ainsi, dans un rapport préliminaire rendu en octobre 2022, la Commission interdisciplinaire établit un nombre de 157 cas d’abus sexuels, correspondant à 151 victimes et 58 auteurs d’abus sexuels. Ayant pour objet les abus commis par des frères de Saint-Jean, ce rapport ne prend toutefois pas en compte les abus commis par le père Marie-Dominique Philippe, ni ceux commis par des sœurs de Saint-Jean (apostoliques et contemplatives).
Un nouveau bilan plus approfondi est rendu public en juin 2023 par la Commission interdisciplinaire des Frères de Saint-Jean. Ce bilan a été publié sous le titre « Comprendre et guérir – Origines et analyses des abus dans la Famille Saint-Jean » et compte 800 pages. Cette Commission a bénéficié du travail de la Commission SOS abus, mais a également procédé à un dépouillement plus systématique des archives, notamment en ce qui concerne les personnes majeures, et elle a inclus les abus commis par des sœurs de Saint-Jean et par le père M.-D. Philippe. Elle a ainsi eu connaissance de 209 cas d’abus sexuel, qui correspondent à 167 victimes et 79 auteurs d’abus sexuels identifiés, à savoir : Marie-Dominique Philippe, 72 frères et 6 sœurs. Selon la Commission interdisciplinaire, « il est malheureusement certain que le nombre d’abus réels est supérieur à ceux dont la commission a eu connaissance ».
Parmi les 871 frères, dont 390 prêtres, qui ont participé à la vie de la communauté Saint-Jean depuis 1975, les auteurs du rapport signalent 72 membres ayant commis des violences sexuelles, 52 de ces agresseurs sont des prêtres. Les victimes, majeures ou mineures, sont essentiellement des femmes laïques et des religieuses.
Sur les 72 frères qui ont commis des abus sexuels : 
- 40 frères (56 % du total) ont abusé d'une seule personne.
- 14 frères (19 %) ont abusé de 2 personnes.
- 7 frères (10 %) ont abusé de 3 personnes.
- 11 frères (15 %) ont abusé de 4 personnes ou plus.

La répartition des 167 victimes de frères de Saint-Jean par sexe et par âge, en tenant compte de l’état religieux, est la suivante : 
- 30 religieuses (18 % du total).
- 69 femmes laïques (41 %).
- 14 jeunes filles âgées de 15 à 18 ans (9 %).
- 15 filles âgées de moins de 15 ans (9 %).
- 17 frères (10 %).
- 7 hommes laïcs (4 %).
- 5 jeunes hommes âgés de 15 à 18 ans (3 %).
- 10 garçons de moins de 15 ans (6 %).

Parmi les 72 frères ayant commis des abus :
- 9 dont (12 % du total) 5 prêtres ont commis des abus sur des mineurs de moins de 15 ans.
- 12 (17 %) dont 7 prêtres ont commis des abus sur des mineurs âgés de 15 à 18 ans.
- 51 (71 %) dont 40 prêtres ont commis des abus sur des personnes majeures uniquement[101].

Sur les 72 frères ayant commis des abus (chiffres à la date de juin 2023, le total étant supérieur à 72 puisqu’un même frère peut être concerné par différents points) : 
- 35 sont sortis ou ont demandé à sortir de la Congrégation, soit presque la moitié (dont 3 sont décédés).
- 37 sont encore dans la Congrégation en 2023 (dont quelques-uns pourraient être renvoyés à l’issue d’une procédure).
- 6 ont été condamnés par un tribunal étatique. 10 enquêtes sont encore en cours, et au moins 12 plaintes ont été classées sans suite par le parquet.
- 18 ont été reconnus coupables lors d’une procédure canonique. 6 prêtres ont été renvoyés de l’état clérical. 12 ont reçu une peine temporaire.
- La procédure canonique prévoit la possibilité pour tout clerc de demander à quitter l’état clérical et la vie religieuse, et cela met alors un terme à la procédure. 7 frères sont concernés.
- 7 procédures canoniques sont encore en cours en 2023.
- 4 frères ont été renvoyés de la Congrégation.
- 21 ont fait l’objet d’une sanction disciplinaire (le plus souvent interne à la Congrégation, mais parfois imposée par un évêque).